# Nimet Nevzad Hanım
Nimet Nevzad Hanımefendi (en turco otomano: نمت نوزاد خانم, "heroína joven", 2 de marzo de 1902 - 23 de junio de 1992) fue la esposa del último sultán Mehmed VI del Imperio Otomano.

## Vida
Nimet nació el 2 de marzo de 1902 en Estambul y era hija de Bargu Şaban Efendi, un jardinero de palacio y esposa de Hatice Hanim. Su verdadero nombre era Nimet Bargu. Tenía dos hermanas, Emine Hayriye Hanim y Fatma Hanim, y un hermano, Salih Bey Bargu. La esposa de Hüseyin Bey, Eda Hanim, era su tía paterna.
En 1913, a pedido de Eda Hanim a Demsan Hanim (media hermana de Mihrengiz Kadinefendi, segunda esposa del sultán Mehmed V), Nimet junto con su hermana Emine Hayriye se presentaron en el harén del sultán Mehmed V. Nimet y Emine Hayriye fueron rebautizados como Nevzad y Nesrin, según la tradición del palacio, por Ceylanyar Hanımefendi, uno de los oficiales del palacio.
Después de la muerte de Mehmed V en 1918, Nevzad y Nesrin se mudaron con el hijo del Şehzade Mehmed Ziyaddin, a su palacio. Pronto, sin embargo, el sultán Mehmed VI se fijó en Nevzad y se casaron el 1 de septiembre de 1921 en el Palacio de Yildiz. Ningún hijo resultó de este matrimonio.
Cuando el sultán Mehmed VI fue depuesto, siguió al depuesto sultán al exilio. Después de la muerte de Mehmed VI, regresó a Estambul con su hermana y publicó sus memorias en 1937 bajo el título "Yıldız'dan San Remo'ya". En 1928 se casó por segunda vez con el oficial Ziya Bey Seferoğlu y tomó el nombre de Nimet Seferoğlu. En el mismo año nació su hija Sadika Selçuk y en 1931 su hijo, Şaban Mustafa.
Nimet Nevzad murió el 23 de junio de 1992 en Göksu, Estambul a la edad de 90 años. Está enterrada en el cementerio de Karacaahmet.